# Gongolô-gigante
Gongolô-gigante é uma espécie de miriápode diplópode.